# Daniel Åberg

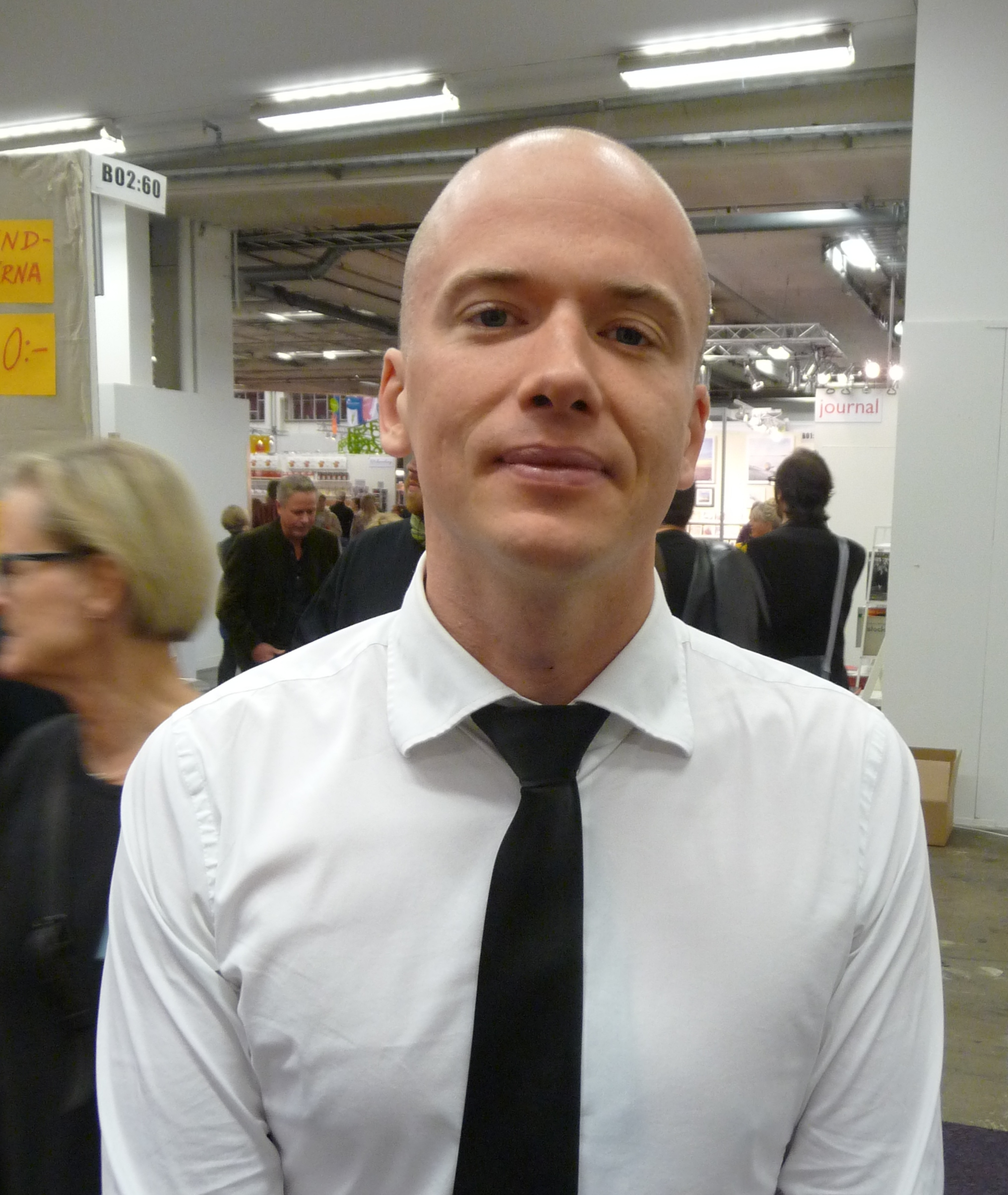
Daniel Åberg auf der Göteborger Buchmesse 2009

Daniel Åberg (* 1975 in Sandviken) ist ein schwedischer Schriftsteller, Blogger, Kultur- und Technikjournalist.

## Leben
Im Alter von sieben Jahren zog Åberg mit seiner Familie in den Ort Kungsgården, der etwa zehn Kilometer westlich von Sandviken liegt. Nach Beendigung des Militärdienstes in Sollefteå begann er 1995 ein Studium an der Universität Uppsala in den Fächern Literatur, Englisch und Politikwissenschaften. Er absolvierte die Universität mit einem Diplom der Literaturwissenschaft. 1999 ging er nach Stockholm, wo er heute lebt, und studierte an der Universität Stockholm Journalistik. Seit Herbst 2010 hat er einen Zweitwohnsitz in Berlin. Zwischen dem 22. Mai 2000 und dem 28. Februar 2011 arbeitete er für die Nachrichtenagentur Tidningarnas Telegrambyrå und seit 2004 als Kultur- und Unterhaltungsreporter. Seit 1. März 2011 ist er freier Mitarbeiter.
Seine journalistischen Arbeiten sind unter anderem in der Zeitschrift Internetworld, den Zeitungen Upsala Nya Tidning, Arbetaren und Norrbottens-Kuriren sowie bei Tidningarnas Telegrambyrå zu finden.
Sein Debütroman Dannyboy & kärleken erschien 2005. Sein zweiter Roman Vi har redan sagt hej då wurde 2010 herausgegeben. Außerdem arbeitete Åberg an der Anthologie Röster i Gästrikland mit, die 2006 herausgegeben wurde.

## Werke
- Dannyboy & kärleken, 2005
- Röster i Gästrikland, (Mitarbeit) 2006
- Vi har redan sagt hej då, 2010